# تاسوس كافاديا
تاسوس كافاديا (باليونانية: Τασσώ Καββαδία)‏ هي صحفية وممثلة يونانية، ولدت في 10 يناير 1921 في اليونان، وتوفيت في 18 ديسمبر 2010 بأثينا في اليونان.

## وصلات خارجية
- تاسوس كافاديا على موقع IMDb (الإنجليزية)
- تاسوس كافاديا على موقع قاعدة بيانات الفيلم (الإنجليزية)
- تاسوس كافاديا على موقع كينوبويسك (الروسية)